# Alexei Anatoljewitsch Koslow
Alexei Anatoljewitsch Koslow (russisch Алексей Анатольевич Козлов; * 25. Dezember 1986 in Petrosawodsk, Russische SFSR, UdSSR) ist ein russischer Fußballspieler.

## Karriere
Der Verteidiger, Anfangs auch Stürmer kam 2004 als knapp 18-Jähriger vom FK Neftechimik nach Hamburg und spielte bis 2006 bei Bergedorf 85. Dann verpflichtete ihn der VfB Lübeck für seinen Regionalliga-Kader, konnte den Spieler jedoch wegen fehlender Profi-Arbeitserlaubis nur im Bezirkspokal sowie in der II. Mannschaft einsetzen. Koslow machte aber doch Karriere: Von 2007 spielte er bis 2010 für Kamas Nabereschnyje Tschelny. 2010 wechselte er zum FK Kuban Krasnodar. 2014 wurde er vom FK Dynamo Moskau verpflichtet. Nach fünf Jahren bei Dynamo wechselte er zum Ligakonkurrenten FK Rostow am Don.

## Nationalmannschaft
Kozlov (international übliche Schreibweise) gab sein Debüt in der russischen Nationalmannschaft am 7. Juni 2013 im WM-Qualifikationsspiel gegen Portugal. Bei der Fußball-Weltmeisterschaft 2014 in Brasilien wurde er in das russische Aufgebot aufgenommen und absolvierte zwei Partien.